# Question time
La locuzione inglese question time, traducibile in italiano come tempo delle interrogazioni (oppure ora delle domande, così com'è tradotto nella Svizzera italiana), è usata per indicare una fase dei lavori di un'assemblea parlamentare, nella quale vengono presentate una serie di interrogazioni parlamentari.

## Storia
Sorto spontaneamente nei parlamenti bipartitici del sistema Westminster come periodico confronto pubblico tra maggioranza ed opposizione, si è diffuso anche altrove, riferendosi ad interrogazioni già presentate, di solito riguardanti argomenti di particolare urgenza, e a cui viene data risposta in aula dall'organo esecutivo.

## Nel mondo

### Italia
L'ordinamento italiano prevede delle sessioni di question time, durante le quali i parlamentari possono intrattenere un confronto a domanda e risposta con i membri del governo. Esso è calendarizzato periodicamente nei lavori parlamentari, o deciso dalla conferenza dei capigruppo per particolari argomenti.
Al pari degli altri lavori pubblici delle aule parlamentari, il question time viene trasmesso pubblicamente e in streaming, sia sulla rete della rispettiva aula parlamentare sia, generalmente, dalla Rai (sezione Rai Parlamento) ed in particolar modo da Rai 3, con commento.
(Sito web Rai Parlamento)
Il tempo a disposizione di ciascun parlamentare è fissato dal regolamento interno della Camera di appartenenza.

### Svizzera
Noto nel paese con la locuzione di “Ora delle domande”, al Consiglio nazionale (la camera bassa del Parlamento svizzero), ogni deputato può, nel corso della prima e della seconda settimana di sessione, porre per iscritto una domanda al Consiglio federale, che può rispondere oralmente la settimana successiva durante il periodo prestabilito che, per regolamento, non può eccedere 90 minuti. Se in questo lasso di tempo non tutte le domande sono state evase, tuttavia, le risposte vengono fornite per iscritto. L'ora delle domande è prevista solo al Consiglio nazionale e non al Consiglio degli Stati (la camera alta del Parlamento svizzero).

### Nel Regno Unito
Quotidianamente, un sorteggio elettronico decide i primi quindici deputati che vengono inseriti nell'Order Paper, la lista degli interventi previsti per il question time del giorno successivo.
I singoli membri possono chiedere di intervenire per le interrogazioni parlamentari in forma scritta o tramite un'email diretta allo speaker o a uno dei tre vicepresidenti (deputy speaker) della Camera, i quali redigono e pubblicano la lista degli interventi prima del dibattito.
L'ordine di precedenza è assegnato dallo speaker e dai tre deputy speaker non è casuale né è basato sull'ordine cronologico di presentazione delle richieste di intervento. Esso viene assegnato in modo tale da evitare che qualche membro sia sempre il primo e altri sempre gli ultimi della lista: la precedenza nella calendarizzazione degli interventi, viene riservata a membri o presidenti delle commissioni parlamentari che dibattano questioni di loro competenza, ovvero ai deputati con la più lunga e ininterrotta anzianità di servizio (chiamati Father of the House e Mother of the House). L'ordine degli interventi deve garantire un bilanciamento fra gli schieramenti di maggioranza e opposizione, fra le aree geografiche di provenienza e il genere sessuale degli oratori, così come fra le tematiche dei contributi, percepite più o meno come rilevanti dal Parlamento e dalla società civile.